# 우리 집의 낙원
《우리 집의 낙원》(You Can't Take It With You)은 미국에서 제작된 프랭크 카프라 감독의 1938년 코미디, 멜로/로맨스 영화이다. 진 아서 등이 주연으로 출연하였고 프랭크 카프라 등이 제작에 참여하였다.

## 줄거리
성공적인 월가 은행가 앤서니 P. 커비는 워싱턴 D.C.에서 돌아왔는데, 그곳에서 그는 정부의 승인을 받은 군수품 독점권을 부여하는 매우 수익성 높은 거래를 성사시켰다. 그는 경쟁사 공장 주변의 12블록 구역을 매입하여 사업을 접게 만들려고 하지만, 한 가구가 팔기를 거부한다. 커비는 그의 부동산 중개인 존 블레이클리에게 그 가구에 거액을 제시하고, 그래도 거부하면 그 가족에게 문제를 일으키라고 지시한다.
커비의 아들 토니는 가족 회사의 부사장으로, 회사 속기사 앨리스 시카모어와 사랑에 빠졌다. 토니가 청혼하자 앨리스는 그의 부유한 가족이 자신의 가족을 깔볼까 봐 걱정한다. 사실 앨리스는 할아버지 마틴 반더호프가 이끄는 기이한 시카모어 가족의 유일한 비교적 정상적인 구성원이다. 다른 가족 구성원으로는 극작가인 앨리스의 부모 페니와 지하실에서 불꽃놀이 용품을 만드는 폴, 수제 사탕을 만드는 야심찬 무용수인 그녀의 여동생 에시 카마이클, 그리고 에시의 사탕을 배달하는 음악가이자 인쇄공인 에시의 남편 에드가 있다. 커비 일가에게는 알려지지 않았지만, 앨리스의 가족은 팔지 않으려는 집에 살고 있다. 할아버지는 자신의 재산뿐만 아니라 커비가 원하는 12블록 지역의 가족과 사업체를 보호하고 있다.
커비와 그의 아내는 토니의 결혼 선택을 강력히 반대한다. 토니는 앨리스를 사랑할 뿐만 아니라 그녀가 즉흥적인 즐거움과 익살스러운 유머에 대한 그의 취향을 북돋아준다고 느낀다. 앨리스는 결혼을 받아들이기 전에 토니에게 부모님을 데려와 미래의 시부모를 만나게 하라고 주장하지만, 토니가 일부러 예정보다 하루 일찍 부모님을 데려오자 (두 가족이 격식 없는 "뻣뻣한" 분위기가 아닌 있는 그대로 만나야 한다는 이유로), 시카모어 가족은 당황하고 집은 엉망이 된다. 커비 일가가 비참한 만남 후 떠나려 할 때, 경찰이 도착하여 에시의 사탕 상자에 폴의 불꽃놀이를 광고하기 위해 넣은 전단지 때문에 에드를 체포한다. 경찰은 그 전단지를 공산주의 선전으로 인식한다. 지하실의 불꽃놀이 용품이 우연히 폭발하자, 그들은 집에 있는 모든 사람을 체포한다.
주류 보관실에 갇혀 야간 재판 판사를 만나기 위해 준비하는 동안, 커비 부인은 앨리스를 계속 모욕하며 그녀가 토니에게 합당하지 않다고 느끼게 한다. 한편 할아버지는 커비에게 친구를 갖는 것의 중요성을 설명하며, 모든 부와 사업적 성공에도 불구하고 "그것을 가지고 갈 수는 없다"고 말한다. 법정 심리에서 판사는 할아버지에 대한 소란 혐의를 기각하고 불법 불꽃놀이 용품에 대해 벌금 100달러를 부과한다. 할아버지의 이웃 친구들이 벌금을 내기 위해 돈을 모은다. 판사는 커비 일가가 반더호프 집에 왜 있었는지 설명하지 않으면 그들에 대한 혐의를 기각하지 않겠다고 거부한다. 할아버지는 커비 일가를 위해 집을 팔기 위해 논의했다고 주장하지만, 앨리스는 자신이 토니와 약혼했기 때문이라고 밝힌다. 그러고는 토니 가족에게서 받은 형편없는 대우 때문에 그를 거절한다. 이로 인해 신문에서 큰 화제가 되고, 앨리스는 도시를 떠난다.
앨리스가 떠나자 할아버지는 집을 팔고, 따라서 그의 모든 이웃들은 그들의 재산을 비워야 한다. 그 결과, 커비 회사들이 합병되어 주식 시장에 큰 변동을 일으키고 커비의 경쟁자 램지를 망하게 한다. 토니는 아버지에게 자신이 애초에 원하지 않았던 회사 일을 그만두겠다고 말한다. 램지는 커비를 무자비하고 실패한 사람이라고 비난한 후 심장마비로 사망하며, 커비 역시 결국 망하고 외롭고 친구가 없을 것이라고 말한다. 램지의 말이 옳았음을 깨달은 커비는 계약 서명이 예정된 이사회 회의를 갑자기 떠난다.
반더호프 가족이 집을 비우는 동안, 토니는 자신의 방에 자신을 가둔 앨리스와 이야기하려 한다. 커비가 도착하여 할아버지와 개인적으로 이야기하며 자신의 깨달음을 공유한다. 할아버지는 그에게 커비에게 준 하모니카로 "폴리 월리 두들" 듀엣을 연주하자고 초대한다. 나머지 가족들은 즐거움에 동참하고, 커비가 그들의 결혼을 승인하자 앨리스와 토니는 행복하게 화해한다. 나중에 저녁 식탁에서 할아버지는 시카모어 가족과 커비 일가를 위해 식전 기도를 하며, 커비가 블록의 집들을 다시 팔았음을 밝힌다.

## 출연

### 주연
- 진 아서
- 라이오넬 베리모어
- 제임스 스튜어트
- 에드워드 아놀드

### 조연
- 미샤 오어
- 앤 밀러
- 스프링 바잉톤
- 사무엘 S. 힌즈
- 도널드 믹
- H.B. 워너

## 기타
- 원작자: 조지 S. 코프만
- 원작자: 모스 하트
- 의상: 아이린
- 의상: 버나드 뉴만

## 아카데미상
수상
- Best Picture: 컬럼비아 픽처스
- Best Director: Frank Capra

지명
- Best Supporting Actress: Spring Byington
- Best Writing (Screenplay): Robert Riskin
- Best Cinematography: Joseph Walker
- Best Film Editing: Gene Havlick
- Best Sound Recording: Columbia Studio Sound Department, John P. Livadary, Sound Director